# 推銷員
推銷員（英文：salesman、saleswoman，現稱salesperson），香港俗稱行街、sales，是推銷商品或服務的職業人士，功能是促銷產品及服務等，例如基金經理、保險經紀、地產代理、化妝品美容顧問等。
不過，也有些名為電話推銷員，而銀行職員等公司期望增值兼負推銷工作，並背負相當銷售指標。推銷員之收入由底薪與佣金組合而成。

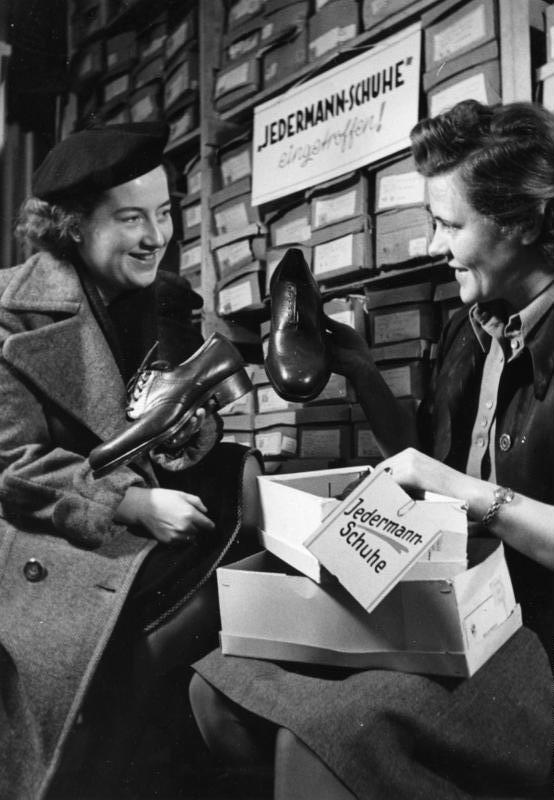
皮鞋推銷員

## 推銷手法
- 硬式推銷
以洗腦式快速销售，不考虑产品或服务对消费者是否适合，但並非詐騙。
- 戀愛推銷法
- 層壓式推銷
- 直销
- 街頭強迫推銷

## 相關
- 店長
- 零售業
- 《推銷員之死》
- 网络营销
- 行銷管理
- 佣金